# Ekonomie spásy

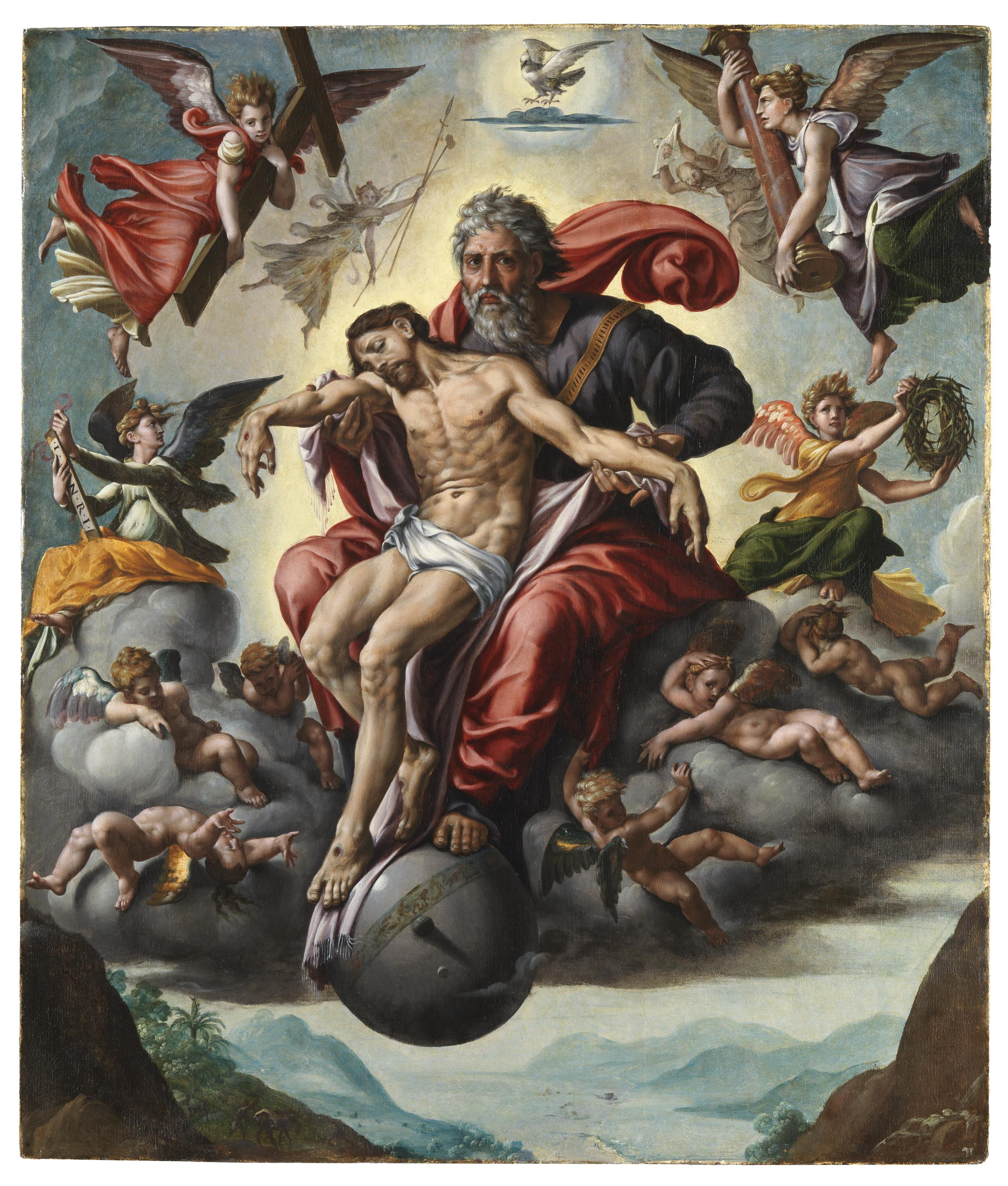
Nejsvětější Trojice, Jan Cornelisz Vermeyen, 16. století

V křesťanské teologii se ekonomií spásy, nazývanou také ekonomií tajemství nebo ekonomií vtěleného Slova, rozumí Boží plán spásy lidského rodu a správa duchovních dober a milostí, které svěřil církvi. Ekonomie pochází z řeckého oikonomia (hospodářství), doslova „vedení domácnosti“ nebo „správa“.
Jsou to prvky a zdroje, které Bůh zjevil jako nezbytné pro spásu prostřednictvím zvláštního zjevení, Písma Starého a Nového zákona. Jejich konečným vyjádřením v křesťanské teologii podle učení katolické církve je dílo spásy, jehož dosáhl Ježíš Kristus na kříži. Jeho oběť zaplatila za naše dluhy, a tedy provedla úhradu našich hříchů – a tak jsme před Bohem považováni za nevinné za spáchané hříchy.
Církevní učení to chápe jako prvky a zdroje, které Bůh zjevil jako nezbytné pro spásu lidstva skrze Boží zjevení a sdělení sebe sama lidstvu. Odkazuje na Boží stvoření všech věcí a na jeho řízení světa, zejména s ohledem na Ježíšův podíl na spáse, který zahrnuje jeho poslání naplňované jeho tělem, církví, a skrze svátosti.
Paragraf 1103 Katechismu katolické církve také hovoří o „ekonomii spásy“ jako o „ekonomii Zjevení“.
Termín „ekonomie spásy“ poprvé použil Origenes Alexandrijský, ačkoli zmínky o „Boží ekonomii“, „Božské ekonomii“ nebo prostě „Ekonomii“ se objevují i u dřívějších církevních otců.
Giorgio Agamben: The Kingdom and the Glory: For a Theological Genealogy of Economy and Government [Království a sláva: Pro teologickou genealogii ekonomie a vlády] tvrdí, že tento pojem „ekonomie“ (oikonomia) se zužuje na božský plán spásy až po zavedení nicejského dogmatu. V raných dějinách církve tento pojem zahrnuje také „organizaci božského života“ (51).